# 모하메드 살림 파레스
모하메드 살림 파레스(이탈리아어: Mohamed Salim Fares, 1996년 2월 15일, ~ )는 알제리의 프로 축구 선수이다. 현재 소속 클럽은 이탈리아 세리에 B의 브레시아이다. 포지션은 윙백 또는 윙어이다. 2013년 1월에 헬라스 베로나 입단, 2014년 12월 14일 우디네세와의 경기로 첫 세리에 A 데뷔경기를 가졌다.